# Ротшильдовское
«Ро́тшильдовское» (или «Яйцо́-часы́ Ро́тшильдов») — ювелирное пасхальное яйцо, изготовленное в 1902 году фирмой Карла Фаберже для семьи Эфрусси. В 1905 году Беатриса Эфрусси (1864—1934) преподнесла это яйцо своему младшему брату — барону Эдуарду Ротшильду (1868—1949) — в качестве подарка на помолвку с Жерменой Альфан.
Долгое время (чуть более ста лет) о существовании пасхального яйца «Ротшильдовское» не было никаких сведений: оно не экспонировалось, не перепродавалось и являлось собственностью семьи Ротшильдов. В 2007 году выставлено аукционным домом Кристис (англ. Christie`s) в Лондоне и куплено Александром Ивановым за 18,5 миллионов долларов США. Хранилось в частном музее — «Русский национальный музей» (директор — Александр Иванов). Находилось в экспозиции музея Фаберже, Баден-Баден, (Германия). В 2014 г. преподнесено в дар Государственному Эрмитажу.

## Описание
Ювелирное пасхальное яйцо-часы Ротшильдов практически повторяет яйцо-часы «Петушок» (1900) из серии императорских пасхальных яиц Фаберже.
Ювелирное пасхальное яйцо-часы изготовлено из золота, украшено алмазами, прозрачной бледно-розовой и белой эмалью, платиной, опоясано фризом, выложенным из жемчуга. В эмалированное прозрачной бледно-розовой эмалью пасхальное яйцо вмонтированы часы Н. Роде. Белый циферблат обрамлён кольцом из жемчуга, расписан замкнутым, огибающим каждую цифру орнаментом в виде гирлянд. Открывающаяся вершина ювелирного яйца выполнена из розового золота, а под ней спрятан сюрприз: механический, ярко эмалированный золотой петушок, украшенный алмазами. На тыльной стороне ювелирного яйца-часов расположена ажурная круглая дверца, открывающая путь к сложному часовому механизму.

## Сюрприз
На вершине яйца плоская, ажурно орнаментированная, розетка скрывает сюрприз — механического золотого эмалированного петушка, усыпанного алмазами. С наступлением каждого нового часа верхушка откидывается, из-под верхней ажурной крышки изделия особый механизм поднимает механического петушка, способного взмахивать крыльями, открывать клюв и петь. Движение обеспечивается заводным механизмом: каждый час золотой петушок расправляет крылья, четырежды взмахивает ими, трижды наклоняет голову, раскрывает клюв и поёт. Продолжительность «выступления» занимает 15 секунд, после чего колокольчик отбивает часовые удары.

## Владельцы
В 1902 году заказано семьёй Эфрусси в ювелирном доме Карла Фаберже (Санкт-Петербург). Подарено Беатрисой Эфрусси на помолвку своему младшему брату Эдуарду Ротшильду с Жерменой Альфан в 1905 году. До 2007 года находилось во владении семьи Ротшильдов.
В 2007 году выставлено на аукцион «Кристи», англ. Christie`s (Лондон). Продано Александру Иванову (директору Российского Национального Музея, Россия). Хранилось в частном собрании («Русский национальный музей»), находилось в экспозиции музея Фаберже, Баден-Баден (Германия). В 2014 г. преподнесено в дар Государственному Эрмитажу.